# دن کامیلو: عالی‌جناب
دُن کامیلو: عالی‌جناب (ایتالیایی: Don Camillo: Monsignor) یک فیلم کمدی به کارگردانی کارمینه گالونه است که در سال ۱۹۶۱ به نمایش درآمد.

## چکیده داستان
دون کامیلو و پپپون به ترتیب «اسقف» (عالی‌جناب) (عنوانی که به برخی از پیشکاران عالی‌رتبه یا اشراف سطح بالای دربار پاپ، ملازمان، و اشراف سطح بالای خانه پاپ داده می‌شود) و سناتور شدند. آنها اتفاقی در قطاری که آنها را به برسچلو برمی‌گرداند، با هم آشنا می‌شوند. آنها هنگامی که دوباره در کمونه (شهرستان) خود جمع شدند، مبارزه را مانند روزهای خوب گذشته از سر می‌گیرند. اولین درگیری مربوط به ساخت یک خانه مردمی است که نیاز به تخریب یک کلیسای کوچک دارد. اختلافات دیگر بین آنها از یک سو ازدواج مدنی مورد نظر پپپون برای پسرش و توهینی است که به گیسلا، رفیق حزبی آنها شده‌است.

## بازیگران
- فرناندل
- جینو چروی
- لدا گلوریا
- والریا جانگوتینی
- سارو اورزی
- مارکو تولی
- آندره‌آ ککی
- اما گراماتیکا
- کارلو تارانتو
- آرماندو باندینی
- جوزپه پورلی
- آندرئا اسکوتی